# Tyringe landsfiskalsdistrikt
Tyringe landsfiskalsdistrikt var 1918–1964 ett landsfiskalsdistrikt i Kristianstads län, bildat som Brönnestads landsfiskalsdistrikt när Sveriges indelning i landsfiskalsdistrikt trädde i kraft den 1 januari 1918, enligt beslut den 7 september 1917. När Sveriges nya indelning i landsfiskalsdistrikt trädde i kraft den 1 januari 1952 (enligt kungörelsen 1 juni 1951) ändrades distriktets namn till Tyringe landsfiskalsdistrikt. Den 1 januari 1965 avskaffades i Sverige samtliga landsfiskaler och landsfiskalsdistrikt, och deras arbetsuppgifter delades upp på de nyskapade indelningarna polisdistrikt, åklagardistrikt och kronofogdedistrikt.
Landsfiskalsdistriktet låg under länsstyrelsen i Kristianstads län.

## Ingående områden
När Sveriges nya indelning i landsfiskalsdistrikt trädde i kraft den 1 oktober 1941 (enligt kungörelsen den 28 juni 1941) tillfördes Finja landskommun från Stoby landsfiskalsdistrikt. 1 januari 1952 ändrades de ingående områdena genom kommunreformen 1952.

### Från 1918
Västra Göinge härad:
- Brönnestads landskommun
- Häglinge landskommun
- Matteröds landskommun
- Norra Mellby landskommun
- Tjörnarps landskommun
- Västra Torups landskommun

### Från 1 oktober 1941
Västra Göinge härad:
- Brönnestads landskommun
- Finja landskommun
- Häglinge landskommun
- Matteröds landskommun
- Norra Mellby landskommun
- Tjörnarps landskommun
- Västra Torups landskommun

### Från 1 januari 1952
- Sösdala landskommun
- Tyringe landskommun